# Chrám svatého Sávy (Split)
Chrám respektive kaple svatého Sávy ve Splitu (chorvatsky Hram (kapela) svetog Save u Splitu) je kaple a nedokončený chrám Dalmatské eparchie Srbské pravoslavné církve v chorvatském Splitu. Nachází se v Trogirské ulici č. 10 v centrální městské části Grad.

## Historie

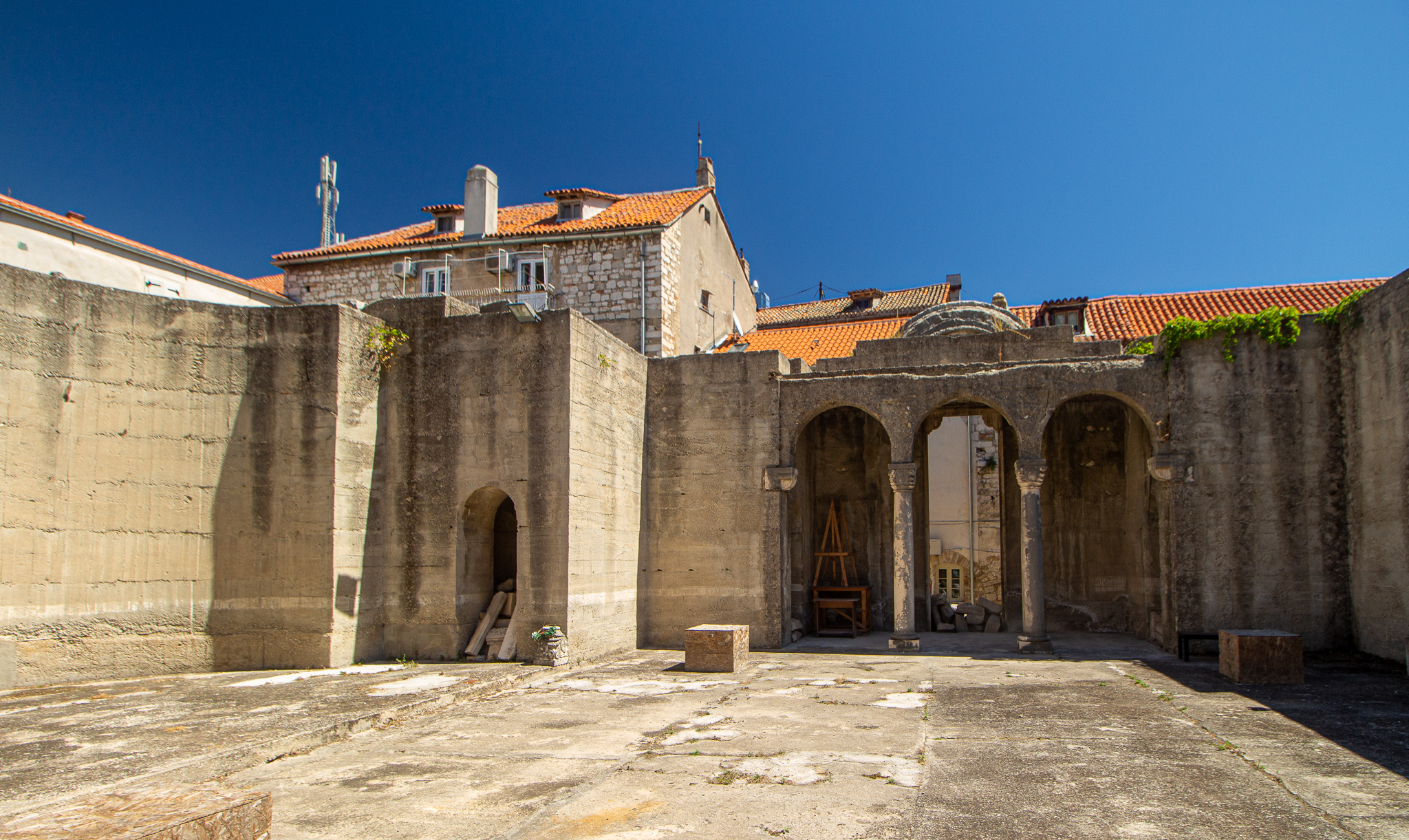
Nedokončený chrám sv. Sávy

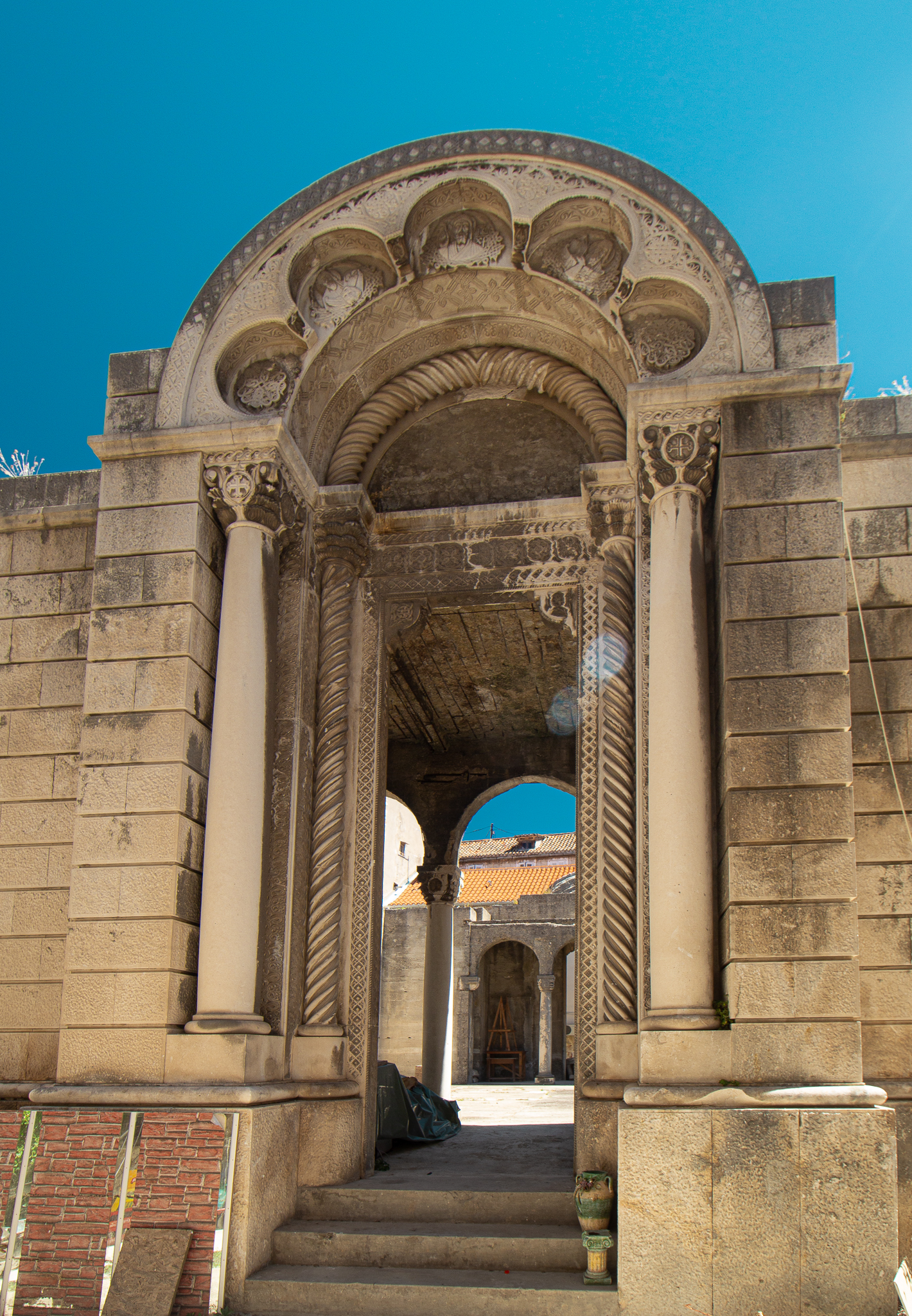
Jeden ze vstupů do chrámu

Stavba pravoslavného kostela sv. Sávy ve Splitu byla zahájena již v roce 1938, avšak zůstala nedokončena.
Před Vánocemi 1988 do Splitu přijel bělehradský architekt Branko Pešić jako zvláštní vyslanec Svaté synody Srbské pravoslavné církve. Pešić v minulosti vedl stavby dalších chrámů (sv. Sávy ve Vracaru a některé další církevní projekty). V souvislosti s aférou splitské pravoslavné církve tehdy záhřebský deník Vjesnik v lednu 1989 zveřejnil údaje o státní finanční podpoře pro Srbskou pravoslavnou církev v Chorvatsku. Ještě v době před jugoslávskou válkou (resp. Chorvatskou válkou za nezávislost) v letech 1991-1995 se výstavba srbského chrámu ve Splitu stala předmětem politického sporu. Před válkou proběhla mediální kampaň Slobodana Miloševiče, jejímž hlavním cílem bylo demonstrovat pronásledování Srbů v Chorvatsku a Kosovu. V ní využil vyhrocený stav byrokratických potíží města Splitu týkajících se dostavby pravoslavného chrámu, coby příkladu diskriminace. Chorvatská vláda v reakci na tyto výroky nabídla pomoc při výstavbě chrámu, což však Srbská pravoslavná církev odmítla, poukazujíc na tento a podobné příklady, jako na smyšlené projevy diskriminace.
Vztahy mezi srbskou a chorvatskou římskokatolickou církví se zhoršily a během občanské války bylo zničeno mnoho církevních míst na všech stranách konfliktu, ale toto místo ve Splitu bylo ušetřeno, pravděpodobně i kvůli svému umístění v husté městské zástavbě. Z téhož důvodu však nebylo možno stavbu dokončit. V roce 1992 byla alespoň vysvěcena provizorní kaple sv. Sávy uvnitř obytného domu sousedící s místem zamýšleného chrámu.
16. srpna 1998 tehdejší dalmatský biskup Longin ze Šibeniku vedl liturgii v nedokončeném chrámu sv. Sávy. Byla to jedna z mála bohoslužeb, které se již konaly v chrámu bez kupole.
Po pádu Tuđmanova režimu v roce 2000 byl učiněn pokus znovu nastolit otázku dokončení splitského chrámu, nyní již primárně jako symbol srbské etnické a náboženské menšiny, která mezitím z Chorvatska téměř zmizela. Na začátku roku 2003 dalmatská eprachie SPC podala žádost chorvatským úřadům ve Splitu na zastřešení chrámu. Tím byl obnoven dialog mezi původními aktéry, tentokrát však v klidné a trpělivé atmosféře. Místní státní i církevní úřady v letech 2006-2009 opakovaně oznámily záměr dokončení chrámu, proto lze do budoucna očekávat návaznost na projekt koncipovaný jako určitý politicko-urbanistický kompromis.